# Агрипа Фурий Фуз (консул 446 пр.н.е.)
Вижте пояснителната страница за други личности с името Фурий Медулин Фуз.
Агрипа Фурий Фуз Медулин (на латински: Agrippa Furius Fusus Medullinus) e политик на Римската република. Произлиза от фамилията Фурии.
През 446 пр.н.е. е консул заедно с Тит Квинкций Капитолин Барбат. Той се бие против волските и еквите. По време на военната кампания, Фурий попада с войската си в засада устроена от еквите. Тит Квинкций го освобождава с резервната си войска.